# Diocesi di Dodge City
La diocesi di Dodge City (in latino Dioecesis Dodgepolitana) è una sede della Chiesa cattolica negli Stati Uniti d'America suffraganea dell'arcidiocesi di Kansas City. Nel 2023 contava 54.672 battezzati su 206.129 abitanti. È retta dal vescovo John Balthasar Brungardt.

## Territorio

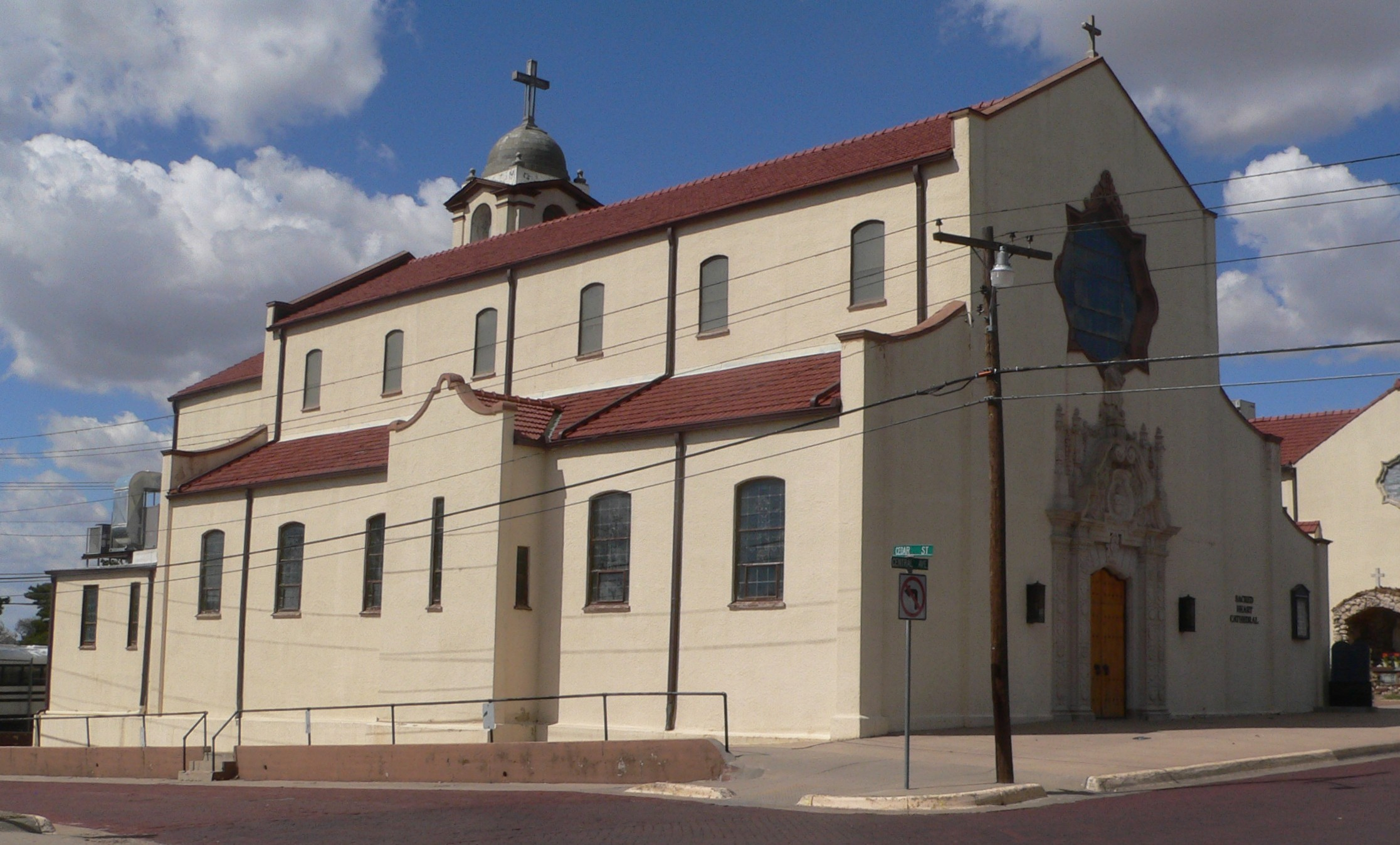
L'ex cattedrale del Sacro Cuore.

La diocesi comprende 28 contee del Kansas, negli Stati Uniti d'America: Barber, Barton, Clark, Comanche, Edwards, Finney, Ford, Grant, Gray, Greeley, Hamilton, Haskell, Hodgeman, Kearny, Kiowa, Lane, Meade, Morton, Ness, Pawnee, Pratt, Rush, Scott, Seward, Stafford, Stanton, Stevens e Wichita.
Sede vescovile è la città di Dodge City, dove si trova la cattedrale di Nostra Signora di Guadalupe (Cathedral of Our Lady of Guadalupe).
Il territorio si estende su 59.547 km² ed è suddiviso in 18 parrocchie.

## Storia
La diocesi è stata eretta il 19 maggio 1951 con la bolla Fructuosius sane di papa Pio XII, ricavandone il territorio dalla diocesi di Wichita.
Inizialmente suffraganea dell'arcidiocesi di Saint Louis, il 9 agosto 1952 è entrata a far parte della provincia ecclesiastica di Kansas City.
Il 13 maggio 1961, con la lettera apostolica Egregius salutarisque, papa Giovanni XXIII ha proclamato la Beata Maria Vergine di Guadalupe patrona principale della diocesi, e San Giovanni Battista patrono secondario.
Primitiva cattedrale della diocesi era la chiesa del Sacro Cuore; il 9 dicembre 2001 è stata consacrata l'odierna cattedrale dedicata a Nostra Signora di Guadalupe.

## Cronotassi dei vescovi
Si omettono i periodi di sede vacante non superiori ai 2 anni o non storicamente accertati.
- John Baptist Franz † (27 maggio 1951 - 8 agosto 1959 nominato vescovo di Peoria)
- Marion Francis Forst † (2 gennaio 1960 - 16 ottobre 1976 dimesso)
- Eugene John Gerber † (16 ottobre 1976 - 17 novembre 1982 nominato vescovo di Wichita)
- Stanley Girard Schlarman † (1º marzo 1983 - 12 maggio 1998 dimesso)
- Ronald Michael Gilmore (12 maggio 1998 - 15 dicembre 2010 dimesso)
- John Balthasar Brungardt, dal 15 dicembre 2010[2]

## Statistiche
La diocesi nel 2023 su una popolazione di 206.129 persone contava 54.672 battezzati, corrispondenti al 26,5% del totale.
| anno | popolazione | popolazione | popolazione | presbiteri | presbiteri | presbiteri | presbiteri                | diaconi | religiosi | religiosi | parrocchie |
| anno | battezzati  | totale      | %           | numero     | secolari   | regolari   | battezzati per presbitero | diaconi | uomini    | donne     | parrocchie |
| ---- | ----------- | ----------- | ----------- | ---------- | ---------- | ---------- | ------------------------- | ------- | --------- | --------- | ---------- |
| 1966 | 32.128      | 211.865     | 15,2        | 72         | 65         | 7          | 446                       |         |           | 304       | 60         |
| 1970 | 33.434      | 208.784     | 16,0        | 67         | 67         |            | 499                       |         |           | 266       | 60         |
| 1976 | 33.585      | 207.462     | 16,2        | 62         | 55         | 7          | 541                       |         | 7         | 188       | 62         |
| 1980 | 37.175      | 218.907     | 17,0        | 60         | 53         | 7          | 619                       | 1       | 8         | 190       | 60         |
| 1990 | 39.208      | 207.700     | 18,9        | 58         | 51         | 7          | 676                       | 7       | 7         | 149       | 61         |
| 1999 | 42.566      | 212.332     | 20,0        | 50         | 48         | 2          | 851                       | 4       |           | 128       | 51         |
| 2000 | 42.566      | 212.332     | 20,0        | 45         | 43         | 2          | 945                       | 4       | 2         | 107       | 50         |
| 2001 | 42.958      | 212.232     | 20,2        | 42         | 41         | 1          | 1.022                     | 10      | 1         | 105       | 48         |
| 2002 | 42.958      | 222.676     | 19,3        | 44         | 38         | 6          | 976                       | 8       | 6         | 105       | 50         |
| 2003 | 53.711      | 222.675     | 24,1        | 41         | 33         | 8          | 1.310                     | 8       | 8         | 101       | 50         |
| 2004 | 60.554      | 222.676     | 27,2        | 37         | 28         | 9          | 1.636                     | 7       | 9         | 99        | 50         |
| 2006 | 60.554      | 222.676     | 27,2        | 39         | 31         | 8          | 1.552                     | 8       | 9         | 92        | 49         |
| 2010 | 62.849      | 231.018     | 27,2        | 43         | 38         | 5          | 1.461                     | 7       | 5         | 68        | 48         |
| 2013 | 64.400      | 236.000     | 27,3        | 35         | 30         | 5          | 1.840                     | 8       | 5         | 73        | 48         |
| 2016 | 50.707      | 216.793     | 23,4        | 36         | 31         | 5          | 1.408                     | 7       | 5         | 63        | 48         |
| 2019 | 47.859      | 214.144     | 22,3        | 39         | 36         | 3          | 1.227                     | 7       | 3         | 64        | 16         |
| 2021 | 47.359      | 205.304     | 23,1        | 36         | 32         | 4          | 1.315                     | 6       | 4         | 54        | 17         |
| 2023 | 54.672      | 206.129     | 26,5        | 35         | 31         | 4          | 1.562                     | 6       | 4         | 35        | 18         |